# Медвідь В'ячеслав Йосипович
В'ячеслав Йосипович Медвідь (28 серпня 1965, Нове Давидково, Мукачівський район, Закарпатська область) — український футболіст, півзахисник. 

## Спортивна кар'єра
Вихованець харківського спортінтернату. Гравець збірної СРСР на молодіжному чемпіонаті світу 1985 року (4-е місце). Виступав за низку українських, російських і угорських клубів. Всього провів 455 лігових матчів.
1991 року входив до складу студентської збірної СРСР на Універсіаді у Шеффілді. Команда була сформована на базі харківського «Металіста».
Статистика виступів в елітних дивізіонах національних чемпіонатів:
| Сезон        | Команда              | Чемпіонат | Чемпіонат |
| Сезон        | Команда              | Ігри      | Голи      |
| ------------ | -------------------- | --------- | --------- |
| 1984         | «Металіст»           | 22        | 1         |
| 1987         | ЦСКА (Москва)        | 20        | 2         |
| 1990         | «Металіст»           | 11        | 1         |
| 1991         | «Металіст»           | 26        | 2         |
| 1992/93      | «Нива» (Тернопіль)   | 11        | 0         |
| 1993/94      | «Вашуташ» (Дебрецен) | 17        | 2         |
| 1994/95      | ДВШЦ (Дебрецен)      | 11        | 0         |
| 1995/96      | ДВШЦ (Дебрецен)      | 19        | 0         |
| 1997/98      | «Гажзер» (Гардонь)   | 34        | 3         |
| 1998/99      | «Гажзер» (Гардонь)   | 27        | 2         |
| Усього в Д-1 | Усього в Д-1         | 198       | 13        |

## Досягнення
Переможець другого дивізіону:
- СРСР — 1986
- Угорщина — 1996/97 (західна група)